# 鳥取インターチェンジ
鳥取インターチェンジ（とっとりインターチェンジ）は、鳥取県鳥取市本高にあるインターチェンジである。
鳥取自動車道と山陰自動車道の起・終点となっている。

## 概要
鳥取自動車道における、鳥取市中心部への最寄のインターチェンジである。
構造はトランペット型だが、山陰自動車道と接続するまではオンランプ・オフランプ等は建設されず、そのまま国道29号とつながっていた。

## 道路
- E29 鳥取自動車道（9番）
- E9 山陰自動車道（国道9号 鳥取西道路・9番）

## 歴史
- 2010年（平成22年）3月28日 : 鳥取自動車道 河原IC - 鳥取IC間開通に伴い供用開始。
- 2013年（平成25年）12月14日 : 山陰自動車道 鳥取IC - 鳥取西IC間開通 [1]。

## 周辺
- 鳥取城跡
- 鳥取県庁
- 鳥取市役所
- 鳥取駅 （JR山陰本線・因美線）
- 鳥取砂丘
- 千代川
- 鳥取温泉
- 鳥取港

## 接続する道路
- 国道29号 （津ノ井バイパス支線）

## 料金所
無料区間のため、設置されていない。

## 隣
E29 鳥取自動車道
(8) 鳥取南IC - (9) 鳥取IC
E9 山陰自動車道（鳥取西道路）
(9) 鳥取IC - (1) 鳥取西IC